# Aleksej Kuznetsov (längdåkare)
Aleksej Ivanovitj Kuznetsov (ryska: Алексей Иванович Күэнецов), född 1929 i Duvan, Ryssland, död 2003  var en sovjetisk längdåkare som tävlade under 1950- och 1960-talet. Hans främsta merit är ett olympiskt brons på 4 x 10 km (1960).